# Dolgordżawyn Otgondżargal
Dolgordżawyn Otgondżargal (mong. Долгоржавын Отгонжаргал; ur. 2 października 2001) – mongolska zapaśniczka walcząca w stylu wolnym. Olimpijka z Paryża 2024, gdzie zajęła piąte miejsce w kategorii do 50 kg. Wicemistrzyni świata w 2022 i 2023; trzecia w 2021 roku. 
Piąta na mistrzostwach Azji w 2024. Trzecia w Pucharze Świata w 2022. Wicemistrzyni świata i trzecia na mistrzostwach Azji kadetów w 2018 roku.